# Macario Sakay
Macario Sakay y de León (Tondo, 1º marzo 1870 o 1878 – Manila, 13 settembre 1907) è stato un rivoluzionario, generale e mercante filippino.
Nato nel quartiere di Tondo, prese parte alla rivoluzione filippina nel 1896 per combattere il dominio da parte dell'Impero Spagnolo e più tardi alla guerra filippino-americana nelle vesti di generale. Si contraddistinse come uno dei militari più giovani e rispettati del periodo. Al termine del conflitto, malgrado la vittoria statunitense, Sakay proseguì le sue attività di rivoluzionario con piccoli gruppi di sovvertitori.
È noto per essere stato, seppur non ufficialmente, Presidente delle Filippine dal 6 maggio 1902 al 14 luglio 1906.
Dopo anni di battaglie e prevedendo ormai un'imminente disfatta, Sakay, in gran parte convinto da Dominador Gómez, si arrese alle forze statunitensi a condizione che i suoi uomini ottenessero l'amnistia. Accusato di banditismo, fu sentenziato alla pena di morte ed impiccato il 13 settembre 1907.

## Biografia
Sakay nacque intorno al 1870 oppure nel 1878 a Tabora Street, nel quartiere di Tondo, Manila. Lavorò dapprima come apprendista presso un negozio di manifattura di kalesa. Al contempo egli era anche sarto ed attore teatrale, ed ebbe l'occasione di esibirsi in spettacoli come Principe Baldovino, Doce Pares de Francia e Amante de la Corona.
Fu uno dei membri originali del Katipunan, gruppo al quale si era unito nel 1894, e combatté il dominio spagnolo per la libertà del proprio paese, assieme al rivoluzionario Andrés Bonifacio. Partecipò quindi alla rivoluzione filippina, scoppiata nel 1896. Malgrado il successo dei filippini, nel 1899 il paese andò incontro ad una nuova lotta armata, la guerra filippino-americana, e Sakay vi partecipò nelle vesti di generale. Nelle prime fasi delle ostilità con gli americani, il giovane rivoluzionario fu arrestato per aver sollecitato attività di insurrezione ma fu rilasciato poco dopo grazie all'amnistia.